# Niolo
Pour l’article homonyme, voir Niolo (fromage).
Niolo (en corse : Niolu [niˈjoːlu]) est une ancienne piève de Corse. Située dans le centre de l'île, elle relevait de la province de Corte sur le plan civil et du diocèse d'Aléria sur le plan religieux.
Occupant la vaste conque que forme la haute vallée du Golo, plus long fleuve de Corse et qui y prend sa source, la piève de Niolo constitue la partie occidentale du Cortenais, dont elle est l'unique porte d'entrée depuis le Vicolais via le col de Vergio. Le défilé de la Scala di Santa Regina, également formé par le Golo, en est le seul accès carrossable depuis Corte et le centre de l'île.
Le Niolo est le lieu d'un des plus grands pèlerinages religieux de Corse. Le 8 septembre de chaque année, on y célèbre la Santa di Niolo au village de Casamaccioli. Autour de cette date et durant quelques jours, se tient la foire du Niolo.

## Géographie

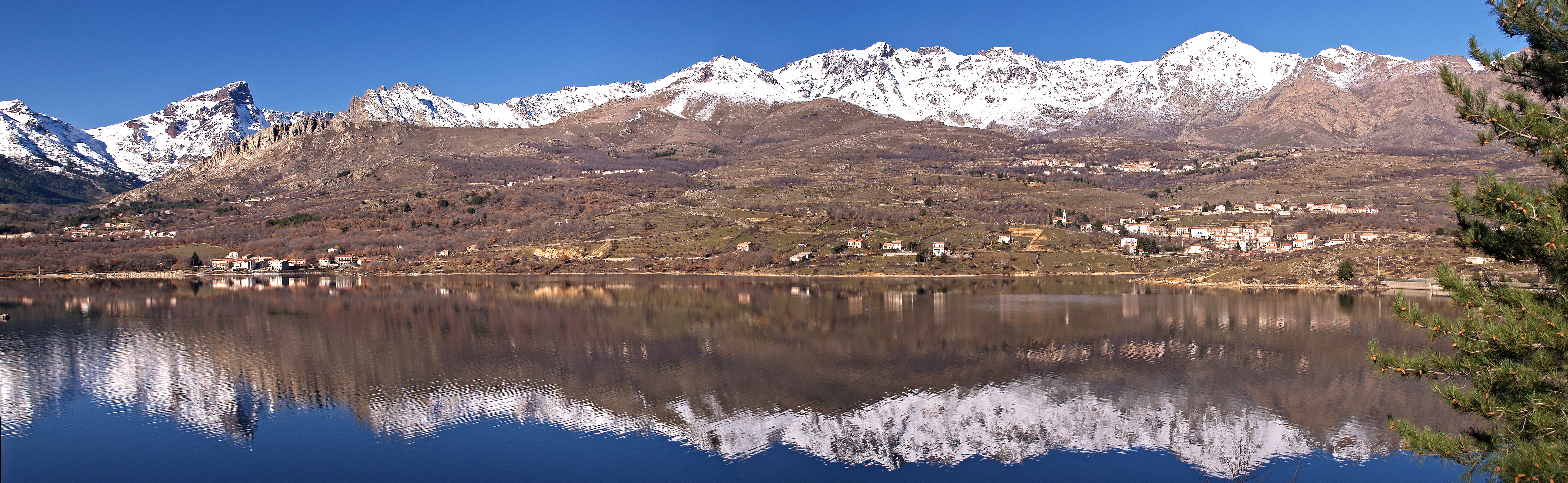
Panorama sur le nord du lac de Calacuccia.

« Le val du Niolo, la plus belle chose que j'aie vue au monde après le mont Saint-Michel »

— Guy de Maupassant in Le monastère de Corbara, texte publié dans Le Gaulois du 5 octobre 1880

« La vaste conque granitique du Niolo, d'où le Golo s'échappe par des gorges sauvages, abrite un peuple de bergers « couverts de poils » qui ont gardé, notamment dans la piève d'Asco, les mœurs d'autrefois. C'est une race de travailleurs, rude et vaillante. « Nulle part, dit un vieux dicton corse, on ne travaille autant que dans le Niolo. »

— Pierre-Paul Raoul Colonna de Cesari Rocca in Histoire de Corse, en collaboration avec Louis Villat, Paris, 1916

« La beauté, la stature, la vigueur des hommes, presque tous bergers, sont remarquables ; leur intelligence est extrême ; sans cultures ils sont développés dès leur première jeunesse. Quoique couchant sur la dure et à la belle étoile, enveloppés de leur épais pelone, ils parviennent sans décrépitude malgré cette âpre vie, à une vieillesse avancée. Il est difficile de donner une idée de la facilité, de la netteté avec laquelle ils s'expriment sur leurs affaires et leurs chétifs intérêts. Cette population nomade s'élève à environ trois mille trois cents habitants, sur lesquels il n'y a pas trente artisans ou marchands ; le chant et la poésie sont familiers à ces rudes arcadiens de la Corse. L'hospitalité leur est sacrée : le berger, qui vous donne le lait de ses brebis et la chair de son chevreau, serait offensé si vous lui offriez de l'argent, et mépriserait le berger qu'il verrait en recevoir. Chaque famille forme une espèce de petit état qui fabrique tout ce qui est à son usage : les femmes, industrieuses, tissent la toile et le drap pendant l'hiver, et c'est à ce rustique foyer que vivent et se sont réfugiées les mœurs et les vertus primitives de la Corse. »

— Antoine Claude Valery in Voyages en Corse, à l'île d'Elbe et en Sardaigne 1837-1838, p. 122.

### Situation

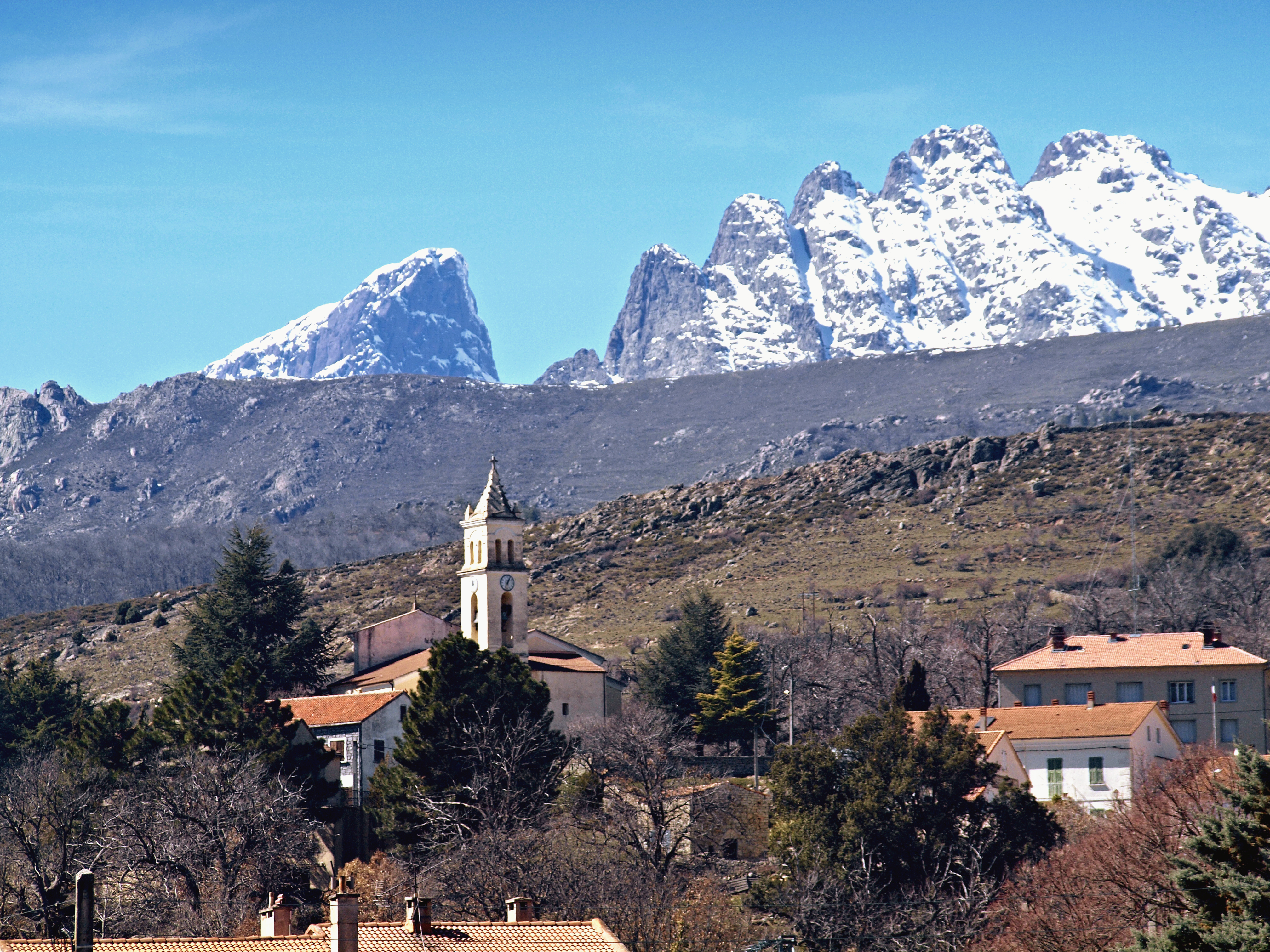
Vue de Calacuccia. Au fond, le Paglia Orba.

Le Niolo correspond géographiquement à l'ancienne piève de Niolo. Il est limité territorialement au nord par la chaîne courte du Cinto (2 706 m) qui, orientée est/ouest, compte de nombreux sommets dépassant les 2 500 mètres d'altitude et rejoint à la Punta Minuta (2 556 m) la chaîne centrale qui traverse la Corse du nord au sud et sépare le Niolo des régions de l'Au-Delà-des-Monts (Filosorma, Deux-Sevi, Deux-Sorru). Il est limité à l'ouest par cette même chaîne centrale constituée de pics culminant à bien plus de 2 000 mètres d'altitude (Punta Minuta, Paglia Orba, Capu Tafunatu, Capu a e Ghiarghiole, Pointe de Cricche, Capu a u Tozzu) tous situés à moins de 20 km de la mer (golfes de Galéria et de Porto), ce qui constitue un record en Europe. Au sud, la frontière est formée par une autre chaîne secondaire partant du Capu a u Tozzu, avec la Punta Artica (2 327 m), le capu di u Facciatu (2 117 m) et le Pinerole (1 951 m). Les deux chaînes secondaires se rejoignent à l'est formant ainsi la limite orientale du Niolo qui n'est franchie que par les célèbres gorges de la Scala di Santa Regina.
Le Golo, fleuve qui prend sa source au pied de la Paglia Orba (on pensait jadis qu'il sortait du lac de Nino) draine la plus grande partie du Niolo, mais deux autres rivières ont également contribué à façonner le paysage, le Viru, qui vient de la Punta Minuta, et surtout l'Ercu, qui sort du lac du Cinto. Sur le cours du Golo, un barrage a été construit à hauteur du village de Calacuccia, créant le lac de Calacuccia.
Le Niolo est une microrégion très boisée. Elle est recouverte par la vaste forêt territoriale de Valdu Niellu et la forêt communale d'Albertacce, la forêt communale et la forêt de Cavallo morto de Casamaccioli, la forêt communale de Corscia. Châtaigniers jusqu'à 900 m, pins laricio et autres résineux rapportés jusqu'à 1 300 m, hêtres et bouleaux au-dessus, composent cette forêt. La montée au col de Vergio (1 477 m) permet d'apprécier les différents étages de la végétation.
Autrefois, la forêt couvrait presque la totalité de la cuvette. L'agropastoralisme avait entrainé une lente déforestation d'une grande partie des flancs montagneux. Les vestiges de terrasses de culture et de murs sont encore bien visibles. Les terres n'étant plus travaillées, la forêt reprend lentement ses droits.
Hormis Casamaccioli, tous les autres villages du Niolo (Corscia, Calacuccia, Lozzi et Albertacce) ont été construits à l'adret de la vallée du Golo, soit les versants qui bénéficient de la plus longue exposition au soleil.
Sans être exceptionnel, le patrimoine bâti est bien conservé. Les maisons aux murs de pierre apparente et les anciennes bergeries sont nombreuses. Les ponts génois sont également nombreux.

Vue de Casamaccioli.

La piève de Niolo se situait dans le « Deçà des Monts » (qua da'Monti), dans la partie appelée ordinairement « Terre de Commune » dont le Cap-Corse ne faisait pas partie, sur la côte intérieure de l'île.
Ce territoire correspond au bassin supérieur du Golo, une vaste cuvette du centre de l'île, ceinte par de hautes barrières montagneuses n'offrant que peu de passages : foce de Vergio Evisino, foce de Vergio di S. Pietro, Campotile, et la Scala di Santa Regina.
Sur le plan géographique, le Niolo correspond au bassin supérieur du Golo ; il se présente sous la forme d'une cuvette évasée dont les bords sont constitués par les plus hautes montagnes de Corse : Monte Cinto (2 706 m), Punta Minuta (2 556 m), Paglia Orba (2 525 m), Capu Tafunatu (2 335 m), Punta Artica (2 327 m) et Capu a e Ghiarghiole (2 105 mètres) entre autres. 
Sur le plan administratif, il fait aujourd'hui partie du canton de Niolu-Omessa, alors qu'il était autrefois autonome. Avant la Révolution, c'était une importante piève de l'intérieur de la Corse.

### Constitution
La piève de Niolo correspond au territoire des actuelles communes de :
- Corscia ;
- Lozzi ;
- Albertacce ;
- Casamaccioli ;
- Calacuccia.

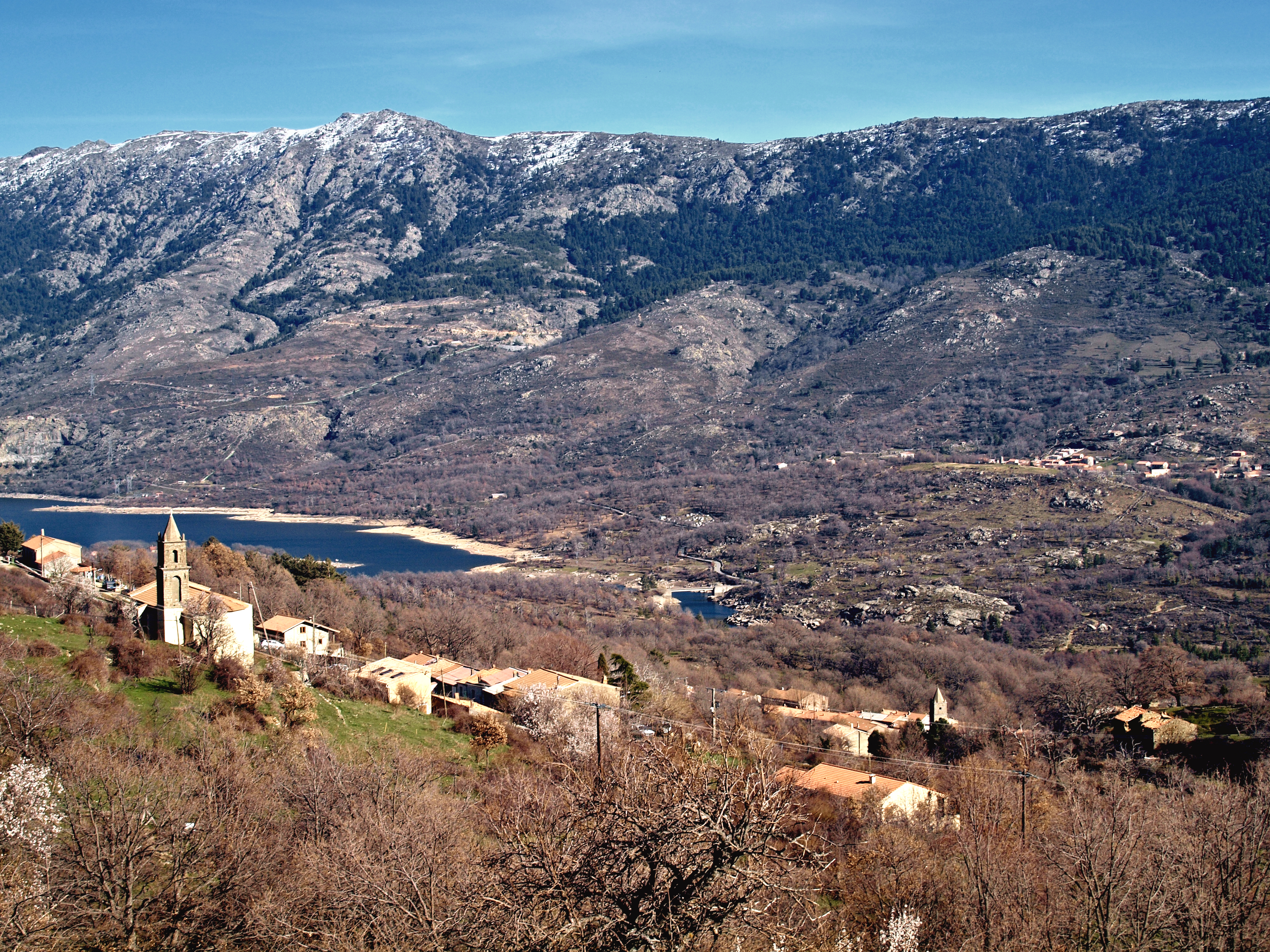
Albertacce.
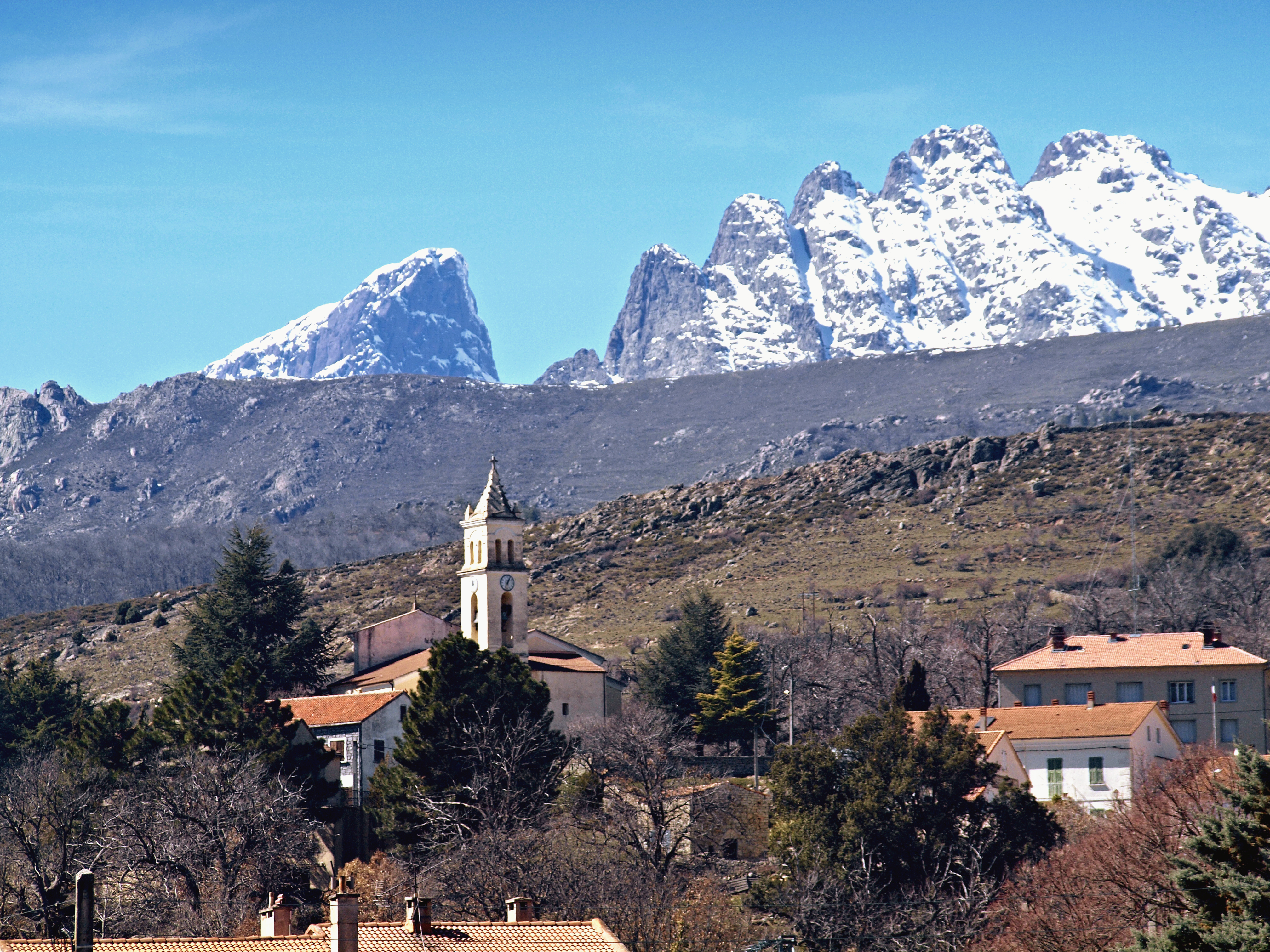
Calacuccia.
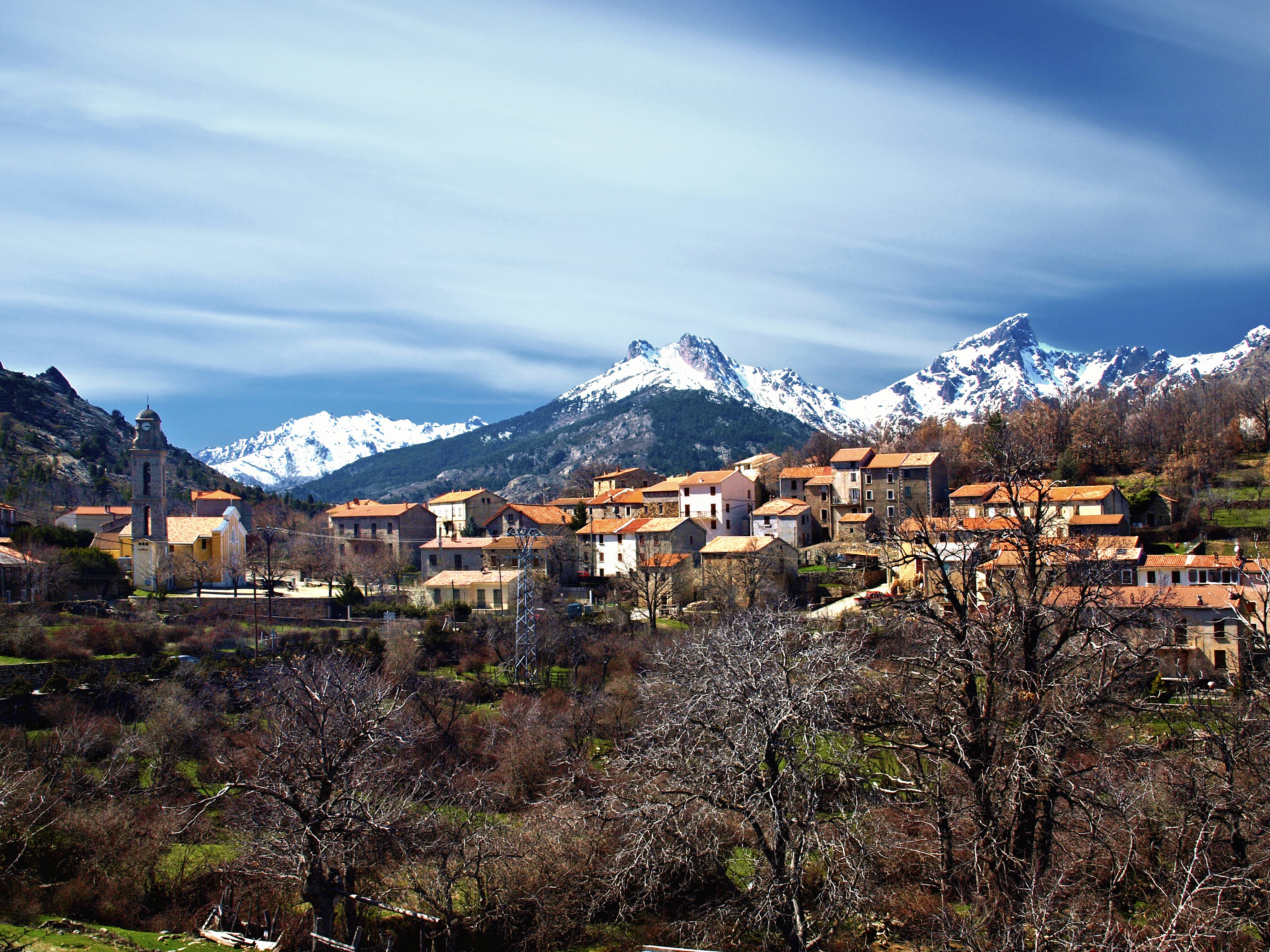
Casamaccioli.
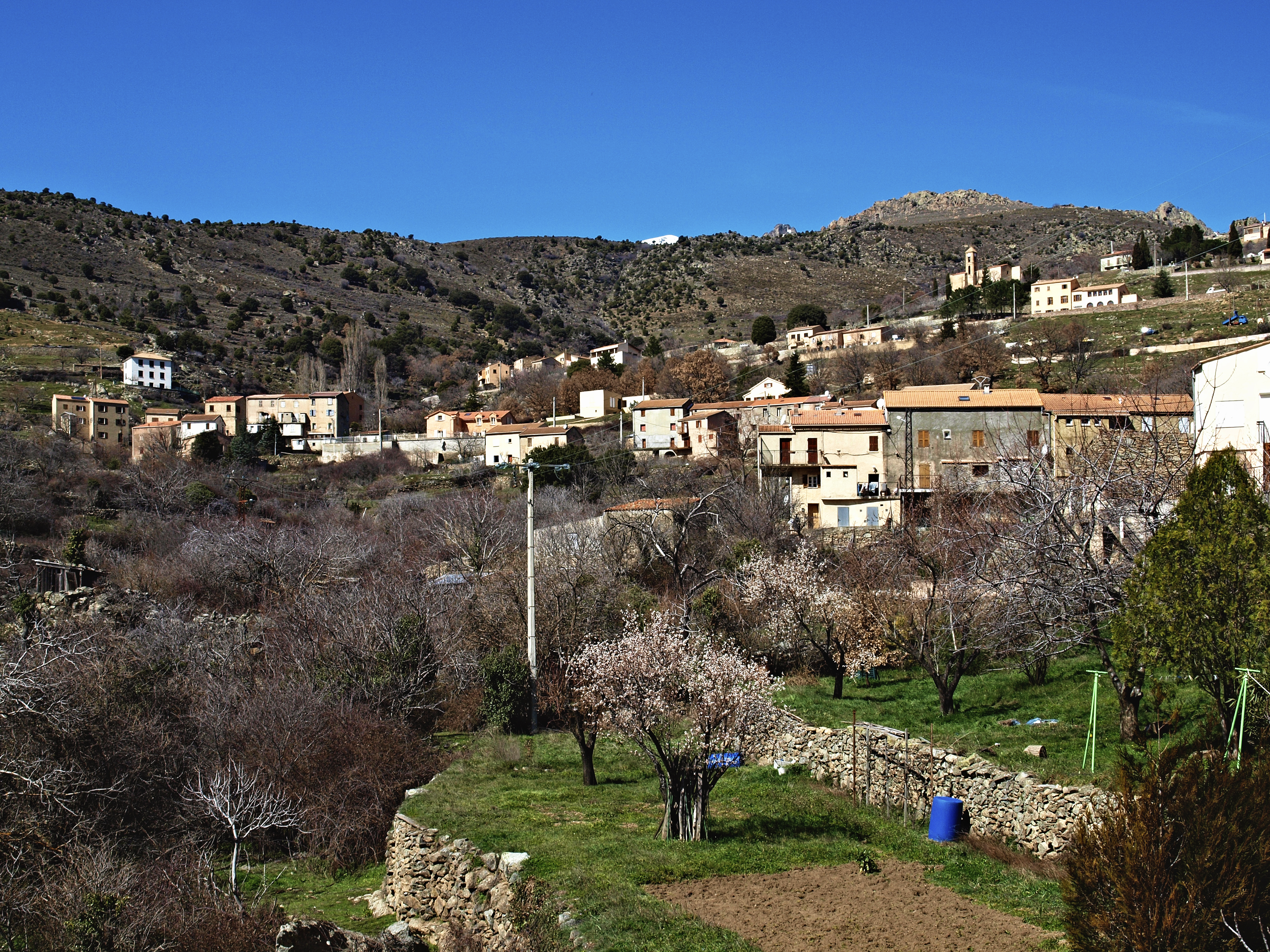
Corscia.
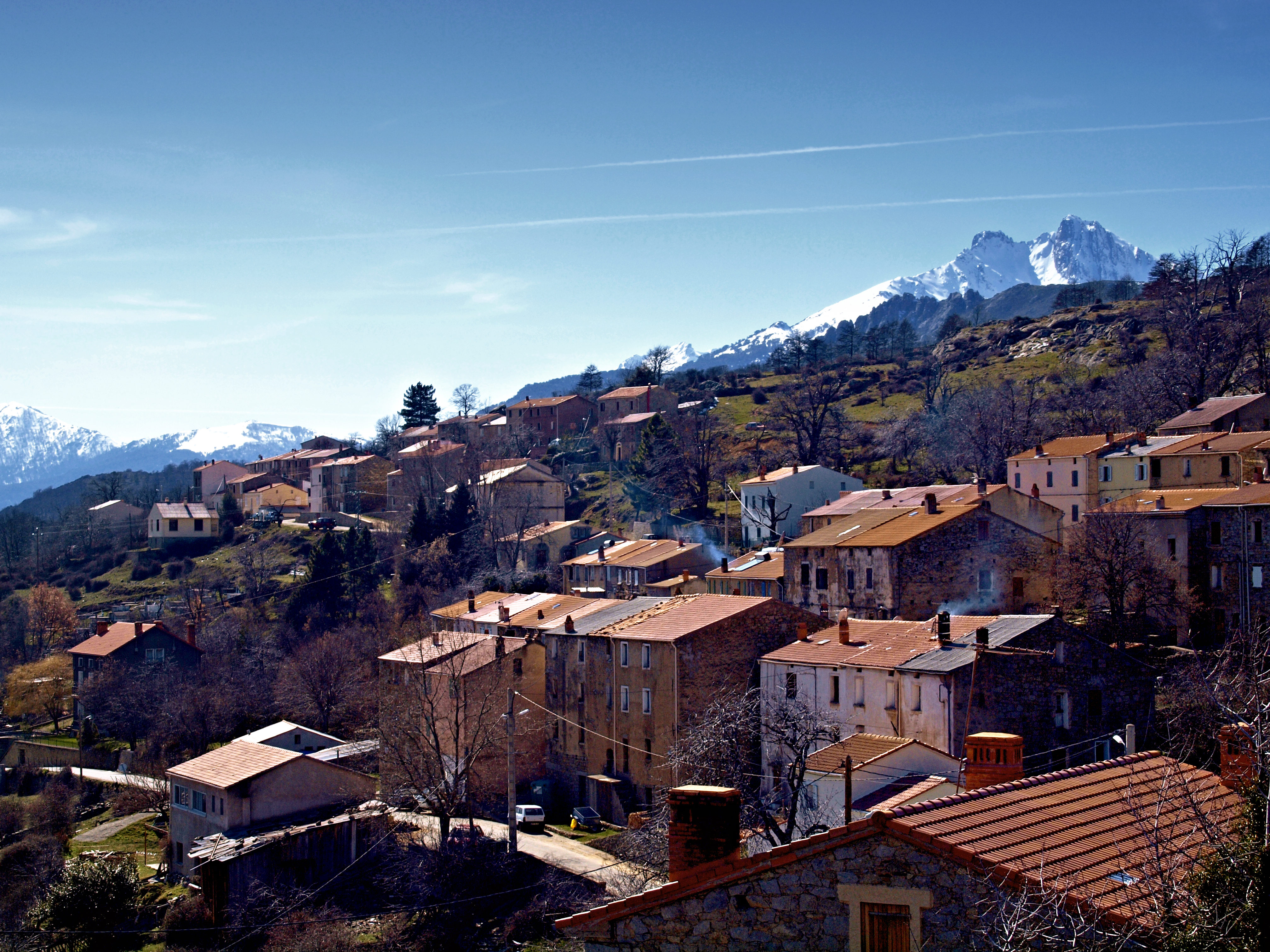
Lozzi.

### Pièves limitrophes
La piève de Niolo a pour pièves voisines :

### Accès
Le Niolo n'est accessible que par une seule route, celle reliant à Corte à Vico : la D84, l'ancienne route forestière no 9 de Porto à Francardo. Le choix du tracé de cette route forestière construite par l'État pour désenclaver et faciliter la communication du canton de Calacuccia (ex-piève de Niolo) à l'intérieur de l'île avec les zones littorales, a été dicté par les besoins de la marine nationale en mâture. Cet accès désenclave le Niolo depuis la fin du XIXe siècle ; les travaux entrepris en 1853 sont considérés comme terminés en 1896. Sa construction a nécessité la réalisation de parapets, la reconstruction de ponts et la dotation de plusieurs maisons cantonnières. La D84 passe par les remarquables sites que sont le défilé de la Scala di Santa Regina à l'Est, le col de Vergio et la Spelunca à l'ouest avant de plonger vers le golfe de Porto. Une bifurcation dans la descente du col de Vergio peu avant Évisa permet de rejoindre Vico, principale cité de la façade occidentale de l'île (à 53 km de Calacuccia).
Le col de Vergio (1 478 m) est franchissable toute l'année grâce aux engins de déneigement. L'hiver, le PC Neige de Corte assure l'information des usagers de la route.
Comme l'a écrit Mgr Giustiniani, plusieurs sentiers presque impraticables à pied comme à cheval, mais encore très dangereux, permettaient de pénétrer du Deçà des Monts dans le Niolo :
- depuis la Giovellina par un chemin appelé Santa Regina, et par celui de la Serra Piana, qui se trouve au-dessus du village d'Asco, dans la piève de Caccia ;
- depuis la piève de Talcini, par un autre endroit situé au-dessus de Corte, et appelé Arene ;
- de la Balagne, par un chemin qui « est si mauvais et si peu fréquenté qu'il est inutile d'en parler - Mgr Giustiniani ».

Pour pénétrer du Delà des Monts dans le Niolo, il y avait deux autres sentiers : l'un passe par le Vergio de S. Pietro, et l'autre par le Vergio Evisino. Ces passages sont un peu moins difficiles et moins sauvages que ceux du Deçà des Monts.

## Toponymie
Étymologiquement, Niolu (nom corse de Niolo) signifie « le pays sombre », à cause de ses forêts de pins noirs, les pins laricio.

## Histoire

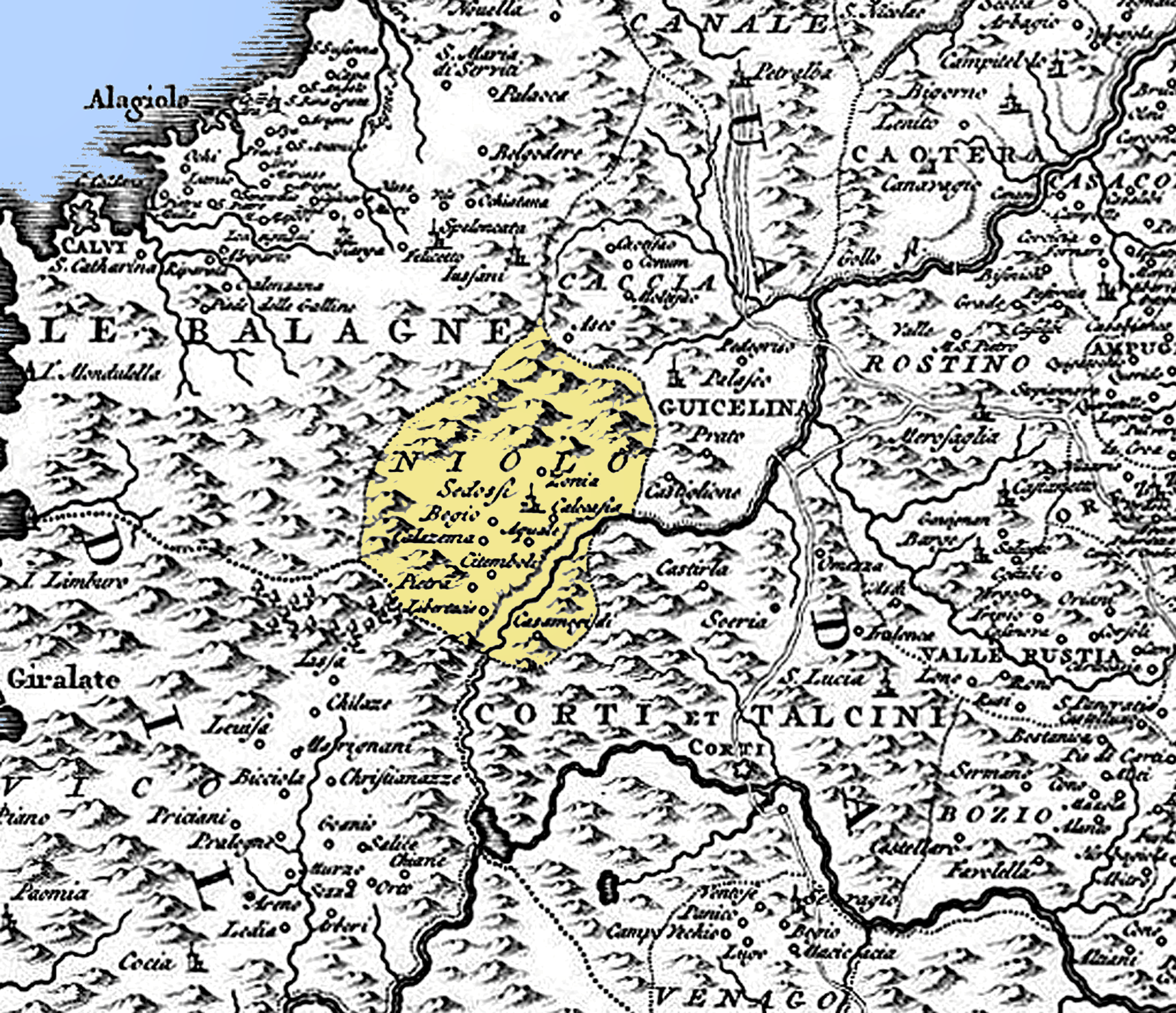
Niolo en 1737 du Cap. Vogt, cartographe,

### De l'origine des Niolins
La Corse, selon Ptolémée, était habitée par douze nations qui étaient pour la plupart autochtones. Les Licnini, maîtres des pays de Casacconi et d'Ampugnani, auraient été refoulés par les conquérants romains qui s'étaient établis dans le pays de Mariana (Marins avait fondé vers l'an 100 avant Jésus-Christ, la colonie militaire de Mariana sur l'emplacement de Nicæa). 
« Ils ont dû être refoulés vers la montagne, peuplant les cantons de Caccia et du Niolo » écrit Xavier Poli dans son ouvrage cité en référence. Il ajoute : « Il est permis de conjecturer que, du temps de Ptolémée, la Balagne était déjà romanisée et que les indigènes avaient cherché un refuge dans le Niolo ».

### L'occupation sarrasine
« Au début du XIe siècle, probablement après la bataille de Luni (1016), des seigneurs toscans ou génois, sans mandat du Saint-Siège, passent en Corse et, aidés par les populations chrétiennes, chassent les musulmans du Nebbio, de la Balagne, de Mariana et d'Aléria. En 1077, le Saint-Siège revendique ses droits de suzeraineté et, quelque temps après, envoie des seigneurs pisans achever la conquête de l'île. Les Sarrasins évacuent les vallées du Golo et du Tavignano, cherchant un refuge dans les montagnes les plus abruptes et les plus inaccessibles ; des colonies clairsemées se maintiennent au centre de l'île, d'autres plus nombreuses affluent vers le Sud, où elles se fortifient ». « Les Sarrasins de Sicile, pressés de toutes parts par les chrétiens, furent obligés d'élever, pour leur sûreté, de nombreuses fortifications, désignées encore aujourd'hui par le nom de Cala ou de Calata ». Empruntant cet argument à César Cantu, Xavier Poli écrit : « Il est aussi probable que des colonies sarrasines de Corte ou de la Balagne harcelées par les patriotes chrétiens, ont été refoulées dans le Niolo, où nous trouvons les noms significatifs de Calacuccia et de Calasima appliqués à deux villages ».
Au Moyen Âge, le Niolo appartenait aux Amondaschi seigneurs également en Casacconi, Rostino, Giovellina, Costiera, puis Talcini, Venaco, Casinca et Marana.
Les Cinarchesi rentrés en Corse et soutenus par les Pisans se firent aussi seigneurs du Niolo. Ils chassèrent les Amondaschi du Niolo, dont ils dépouillèrent les gentilshommes du Poggio, localité de cette piève.

### Les temps modernes
- 1503 - Les Génois ravagent la vallée du Niolo. Les habitants furent chassés, les maisons rasées et les arbres arrachés. La trahison avait été jointe à la barbarie, puisque Nicolas Doria[Note 4], sous prétexte de faire la paix, avait obtenu soixante innocents otages[10].
- Après la mort de Sampiero Corso, tué les armes à la main le 17 janvier 1567 entre Cauro et Eccica-Suarella, le Niolo ne se soumet à Gênes qu'au début de 1569.
- 1652 - Les Génois envoient quelques prêtres de la congrégation de Saint-Vincent-de-Paul pour aller prêcher des missions dans l'île, à Aléria, à Corte et dans le Niolo.

« Les bons pères furent effrayés de l'état religieux du Niolo : « Je n'ai jamais trouvé de gens, écrit l'auteur du rapport, et je ne sais s'il y en a dans toute la chrétienté, qui fussent plus abandonnés qu'étaient ceux-là. » Beaucoup n'étaient pas baptisés; la très grande majorité ignorait les commandements de Dieu et le symbole des Apôtres ; « leur demander s'il y a un Dieu ou s'il y en a plusieurs... c'était leur parler arabe. Il y en avait plusieurs qui passaient les 7 ou 8 mois sans entendre la messe, et les 3, 4, 8 et 10 ans sans se confesser; on trouvait même des jeunes gens de 15 et 16 ans qui ne s'étaient encore jamais confessés » ; bien entendu, ils n'observaient ni Carême ni Quatre-temps. Mais cela n'était que peccadille à côté du reste : les hommes et les femmes se mettaient en ménage librement et ne se mariaient qu'ensuite. »
— Pierre-Paul Raoul Colonna de Cesari Rocca in Histoire de Corse, en collaboration avec Louis Villat, Paris, 1916 p. 136.

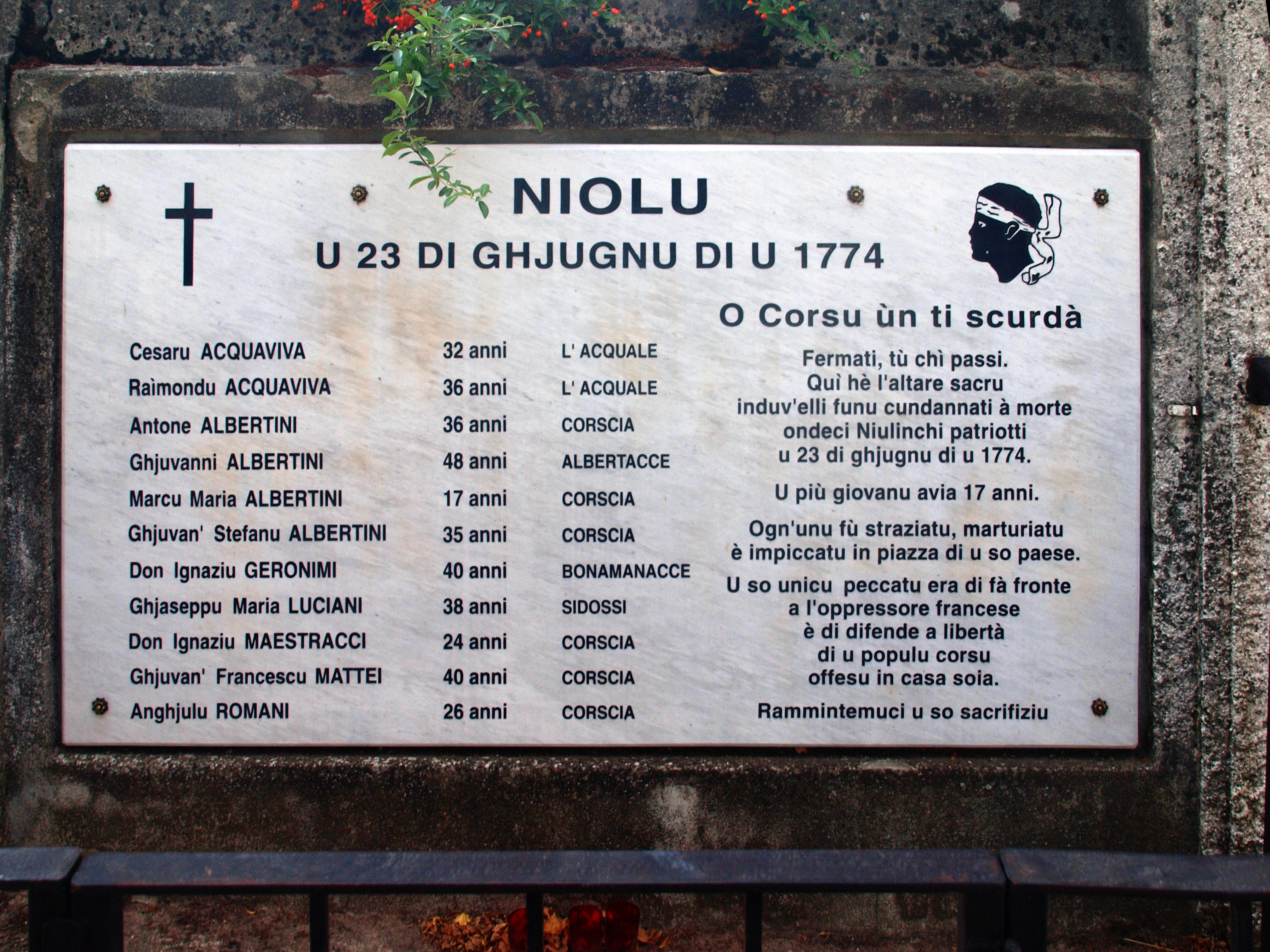
Plaque commémorative au couvent Saint-François

- Après la conquête de la Corse par les troupes françaises de Louis XV en 1769, le Niolo connaît une sauvage répression militaire. En effet, les envahisseurs français feront taire dans le sang et dans une sauvage barbarie soldatesque les révoltes naissantes, révoltes aspirant au rétablissement de la liberté dont jouissait le peuple corse sous le généralat de Pascal Paoli. Aujourd'hui, au couvent Saint-François-de-Niolo (en langue corse Conventu San Francescu) de Calacuccia, figurent sur une plaque en leur mémoire, les noms de onze paysans Niolins (le plus jeune avait 17 ans) qui furent pendus aux châtaigniers du couvent le 23 juin 1774, sur ordre du général de brigade français Sionville, désireux de mater l’une des innombrables révoltes du Niolo.

### Habitat
Au Moyen Âge, la vallée renfermait six villages compris dans la piève de S. Pietro e S. Giovanni,, dont l'église (principale) se trouve dans l'un de ces villages appelé Calacuccia.

« Ce pays est aujourd'hui presque inhabité, l'Office l'ayant ruiné pendant les guerres de Rinuccio Della Rocca. Ce n'est qu'après de longues années qu'il fut permis d'y bâtir quelques maisons. »

— Mgr Agostino Giustiniani in Dialogo nominato Corsica - Traduction de l'Abbé Letteron in Histoire de la Corse, Description de la Corse - Tome I, p. 29
Au XVIe siècle, au cours de la guerre entre Gênes alliée de Charles Quint, et la France alliée aux Turcs qui se termina en 1559, par le traité de Cateau-Cambrésis (la Corse est rendue à Gênes), 123 villages de Casacconi, Costiera, Caccia, Tavagna et Moriani ont été ruinés par les Génois. Ces pays sont presque inhabités.
En 1503, le capitaine génois Antonio Spinola, ayant reconnu que, pendant la révolte de Rinuccio Della Rocca contre les Protecteurs de St-Georges, les populations du Niolo, de la piève de Sia, de Sevidentro, de Sorroinsù et de Cruzini étaient hostiles aux Génois, dépeupla tous ces pays.
Les Niolins, dévoués aux Cinarchesi, étaient ceux qui dans les insurrections avaient montré les sentiments les plus hostiles à l'égard des Génois et avaient fait le plus d'efforts pour combattre leur domination. Ils se présentèrent au capitaine Niccolò D'Oria qui les accueillit d'abord avec de bonnes paroles, puis se fit livrer comme otages soixante des principaux d'entre eux ; après quoi, il leur signifia qu'ils eussent à aller habiter ailleurs que dans le Niolo ; pour les punir de leur insolence, il voulait, disait-il, que ce pays restât désert sans qu'on pût désormais ni l'habiter, ni le cultiver, ni y travailler d'une manière quelconque.

« Les Niolins, pleurant leur malheureuse destinée, emmenèrent leurs femmes et leurs enfants, avec les quelques biens qu'ils pouvaient emporter, et quittèrent le pays où ils étaient nés, pour aller s'établir en différents endroits de la Corse ; il y en eut qui se fixèrent en Sardaigne, d'autres dans les Maremmes de Rome et de Sienne et dans d'autres lieux où le hasard les conduisit. Après leur départ, Niccolò ordonna aux paysans des environs de démolir toutes les maisons du Niolo, de couper les arbres, en un mot de tout détruire et de tout ruiner. »

— Pier' Antonio Monteggiani in Chroniche, traduction de l'Abbé Letteron in Histoire de la Corse, Description de la Corse - Tome I, p. 442
« Comme ce pays est entouré de montagnes très hautes et très froides, et que le bois y est rare, les habitants commettaient des délits et des brigandages sans nombre, et, à cause de la difficulté des chemins, il était très malaisé non seulement de les réduire, mais encore de les trouver. Aussi l'Office, ne pouvant guère les atteindre avec le bras de la justice, ruina-t-il complètement leurs habitations ».
Vers 1520 la piève était inhabitée, le Magnifico Officio ayant fait détruire les habitations des villages de Lozzi, l’Acquale, Erco, Corscia, Calacuccia, Casamaccioli, Sidossi et l’Erbechincie.
- Lozzi,
- L’Acquale, hameau de Lozzi,
- Erco, hameau de Lozzi,
- Corscia,
- Calacuccia,
- Casamaccioli,
- Sidossi hameau de Calacuccia, et
- L’Erbechincie

La reconstruction des maisons ne fut permise qu'après de longues années. 

« Le Niolo payait environ huit cents tailles et pouvait fournir sept cents hommes en état de porter les armes. Mais aujourd'hui il est bien déchu. Les Niolins ont, il est vrai, été autorisés à aller habiter de nouveau dans leur pays ; un bon nombre même y sont retournés ; mais il en est qui se sont trouvés mieux en d'autres endroits et n'ont plus voulu les quitter. Ce pays produit beaucoup de blé, mais il est surtout riche en pâturages, principalement pendant l'été. Aussi les Niolins possédaient-ils environ dix mille têtes de bétail. Les autres productions y sont peu abondantes. »

— Mgr Giustiniani in Dialogo nominato Corsica, traduction de l'Abbé Letteron in Histoire de la Corse, Description de la Corse - Tome I, p. 30
Au début du XVIIIe siècle, apparaissent les noms de nouveaux villages : Aquale, Pietra, Zitamboli. Dans un manuscrit en langue italienne intitulé Storia ceridica della Corsica, l’abbé Francesco Maria Accinelli à qui Gênes avait demandé, à des fins militaires, de dresser une estimation des populations à partir des registres des paroisses, écrivait : la Pieve di Niolo, meno abitata de tempi andati facendo ora soli 2 670 abitanti hà i suoi villaggi situati in una valle, come in una Conca, e sono Albertacie, Calazima, Corsia, Casamacioli, Calacuccia, e Lozzi, con 15 ville principali fra di queste sono Aquale, Pietra, Sittamboli.

### La piève civile

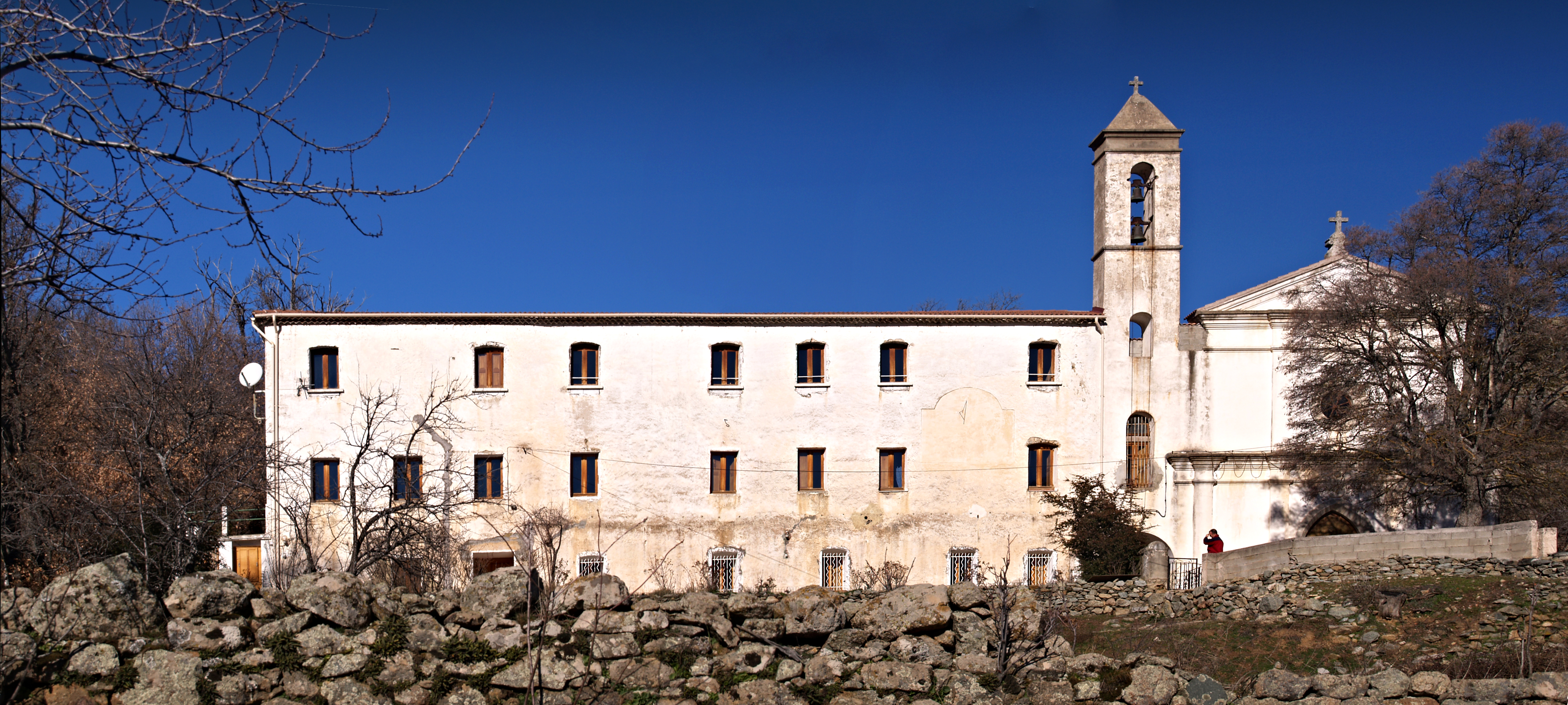
Couvent Saint-François de Calacuccia

Au début du XVIIIe siècle, la piève de Niolo se trouvait dans la province génoise de Corte et relevait de la juridiction de Corte. De l'abbé Francesco Maria Accinelli précité, on lit : Pieve di Niolo : Albertaccie 572. Casamaccioli 360. Lozzi con 15 ville 568. Calacuccia 619. Corcia 549.
En 1769, après la conquête de la Corse par les Français, l'île passe sous administration militaire française. La piève de Niolo garde son nom. Elle connaît une sauvage répression militaire. Au couvent Saint-François-de-Niolo (en langue corse cunventu San Francescu) de Calacuccia, figurent sur une plaque en leur mémoire, les noms de onze paysans Niolins (le plus jeune avait 17 ans) qui furent pendus aux châtaigniers du couvent le 23 juin 1774, sur ordre du général de brigade français Sionville, désireux de mater l’une des innombrables révoltes du Niolo.
En 1790, après la cession de la Corse à la France, la piève de Niolo devient le canton de Niolo puis en 1828 le canton de Calacuccia.

### La piève religieuse
Au Moyen Âge, Calacuccia était le centre de la piévanie, et son église S. Pietro e S. Giovanni était l'église principale.
Si vers l'an 400 la Corse comptait une quinzaine de diocèses, au XIIe siècle elle ne comptait plus que six évêchés. La piève de Niolo relevait religieusement de l'évêché d'Aléria, qui avait un revenu de deux mille ducats ; il comprenait dix-neuf pièves qui sont : Giovellina, Campoloro, Verde, Opino, la Serra, Bozio, Alesani, Orezza, Vallirustie, Talcini, Venaco, Rogna, la Cursa, Covasina, Castello, Aregno, Matra, Niolo et Carbini dans le Delà des Monts.
Au XVIe siècle, à partir de 1578 les évêques d'Aléria résident à Cervione, à cause de la permanente menace barbaresque.
En 1729 lors des premiers soulèvements contre Gênes, l'évêque d'Aléria est Mgr Camillo de Mari.
Le 20 mai 1731, les Corses demandent à Mgr Camillo de Mari, évêque d'Aleria réfugié à Bastia, de revenir dans son diocèse. 

## Économie

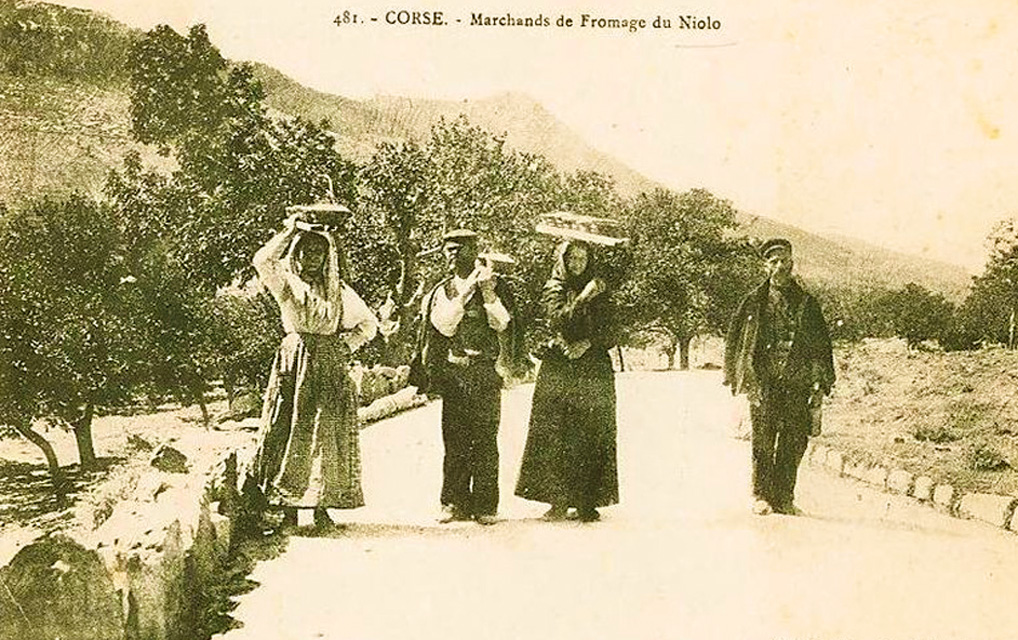
Marchands de fromages du Niolo au début du XXe siècle

Terre de bergers depuis des siècles, le Niolo en a perdu beaucoup avec la Deuxième Guerre mondiale, depuis la fin de la transhumance à partir du milieu du siècle dernier, et plus récemment avec l'obligation de fabriquer des fromages aux normes imposées. Corscia qui comptait un berger dans chaque maison ainsi que Lozzi par exemple n'en comptent plus aucun.  
Même si beaucoup ont quitté leur région, les Niolins demeurent très attachés à leur terre. Ils y conservent leur maison devenue très souvent une résidence secondaire. Ainsi sa population quadruple en période estivale. 
Sans être exceptionnel, le patrimoine bâti (églises, chapelles, ponts génois excepté celui de Fontanella sous le barrage, et bergeries en altitude) est bien conservé. 
Il y a très peu de maisons en ruine et de nouvelles constructions sortent de terre chaque année.
Le Niolo demeure la région exclusive de fabrication des fromages niulinchi. Toutefois, le savoir-faire des bergers niolins a été transmis à d'autres microrégions comme le Filosorma ou encore la Balagne. On y produit aussi de l'excellente charcuterie à base de porcs élevés en liberté (prisuttu, coppa, lonzu, figatellu).

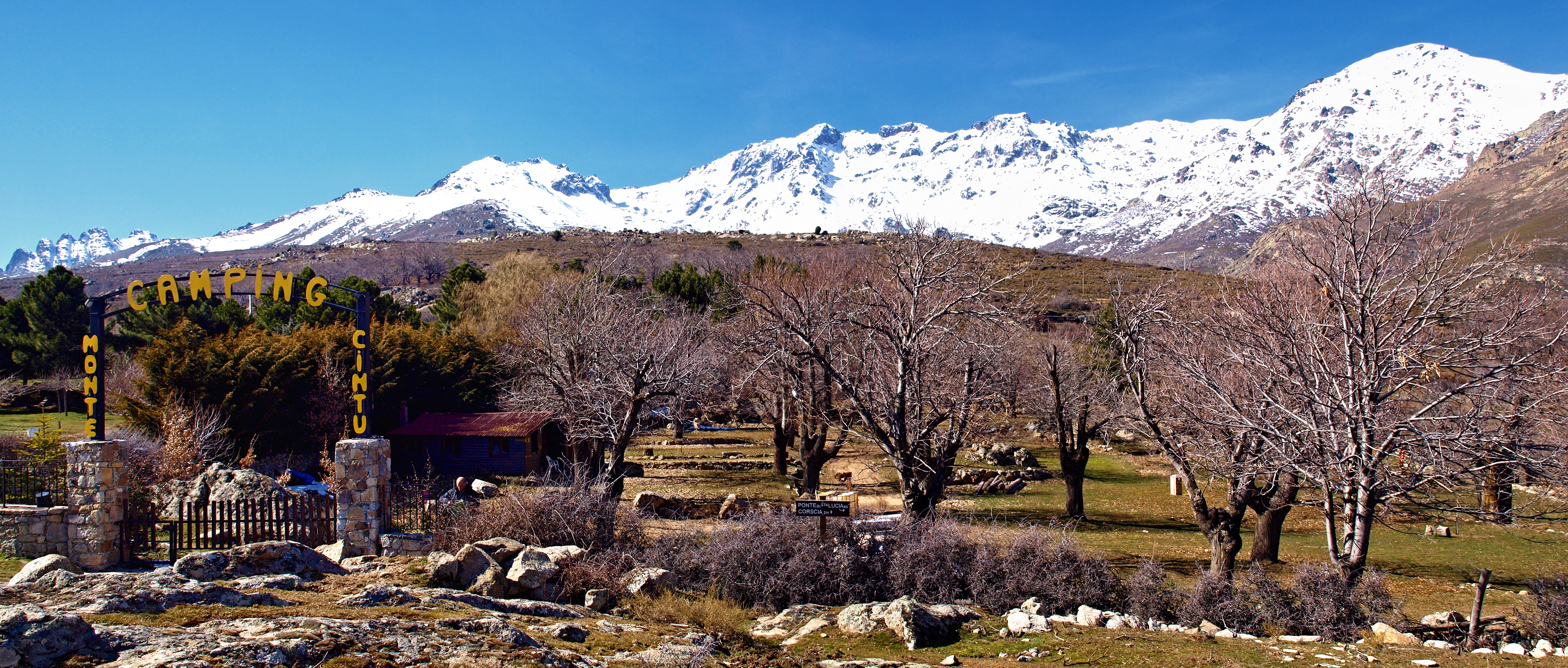
Camping sous Monte Cinto

L'écotourisme devenue l'activité principale de la microrégion, produit l'essentiel des ressources. Le Niolo était déjà situé sur un parcours touristique traditionnel comportant de remarquables sites : Scala di Santa Regina, col de Vergio et les superbes forêt de Valdu Niellu et forêt d'Aïtone, les gorges de la Spelunca jusqu'au golfe de Porto et les calanques de Piana. Plus récemment, chemins de grande randonnée (GR 20 et Mare a mare Nord), sentiers du Niolo et de la transhumance aménagés par le parc naturel régional de Corse, site d'escalade dans le défilé de la Scala di Santa Regina, canyonisme dans le Golo, descente des rivières en canoë-kayak dès le printemps et station de ski à Vergio sont autant d'attraits qui ont contribué au développement de l'hébergement (hôtels, auberges, gîtes d'étape, chambres d'hôtes, campings dont deux à plus de 1 000 m d'altitude à Lozzi) et de la restauration.

## Fêtes et loisirs

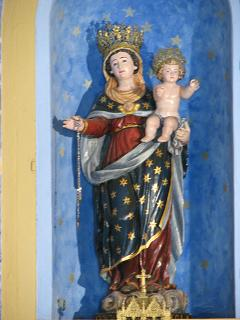
La Santa du Niolo.

Territoire riche d'histoire et de traditions, le Niolo est encore marqué par une longue pratique agro-sylvo-pastorale, par la fête religieuse A Santa di Niolu et par sa foire annuelle.

### A Santa di Niolu
A Santa di Niolu est à la base, un événement religieux de très grande importance à l’échelle de la Corse puisque tous les 8 septembre depuis cinq siècles des milliers de pèlerins viennent commémorer la Vierge au cours d’une messe sur la place de l’église de Casamaccioli, ainsi que durant la procession intitulée «A Granitula » qui voit les hommes de différentes confréries former une spirale qui s’emmêle et se démunit au rythme des chants liturgiques.
La légende dit qu'un capitaine de marine corse en pleine océan implora la Vierge Marie de lui donner un signe, afin que son bateau ne brûle pas dans les flots. À la fin de sa prière, une accalmie permit de sauver les marins. En guise de remerciements, le capitaine du navire sculpta une statue de la Vierge à Ajaccio et la remit ensuite aux Casammacioliens qui furent chargés de la transporter et la placèrent sur un âne. Au passage de la statue, les villages cherchèrent à le faire stopper chez eux. Le seul village qui ne marqua aucune convoitise fut Casamaccioli. C'est après un périlleux voyage, à travers les gorges que l'âne s'arrêta à Casamaccioli sur le champ de foire. Rien ne pouvant le décider à partir, la statue resta dans le village.
Au cours du temps, une foire agricole, haut lieu du pastoralisme, a vu le jour. Cette foire a été durant longtemps un lieu d’échanges économiques de première importance sur le plan agricole (grand marché de bétails, fixation du prix de la viande…), mais aussi, un lieu d’expression culturel vivant par l’existence des « Chjam’é rispondi » (improvisation des poètes – bergers), et un lieu de fête (bals) et de jeux.
Le Niolo a été un vecteur du chant traditionnel corse. Aujourd'hui encore beaucoup chantée, la paghjella (chant traditionnel à trois voix) a pour terres mères le Niolo et la Castagniccia.
Le Niolo est considéré par certains Corses comme étant, parmi d'autres, un lieu très emblématique de la culture corse. Le taux de corsophones est le plus élevé de l'île.
Don-Ghjaseppu Giansily dettu Pampasgiolu (1901-1977), et Ghjuvan-Ghjuseppu Flori dettu Peppu, deux des plus célèbres poètes de Corse, sont des Niolins originaires de l'Acquale (Lozzi). 
Jean-Laurent Albertini , artiste peintre d'Albertacce propose dans ses œuvres une relation picturale fondatrice et cohérente avec le Niolo, sa région d'origine.

### A Fiera di u Niolu
A Santa di u Niolu et A Fiera di a Santa sont deux événements indissociables, débutant tous deux le 8 septembre à Casamaccioli.

### Musée de Lozzi - Casa Francescu Flori

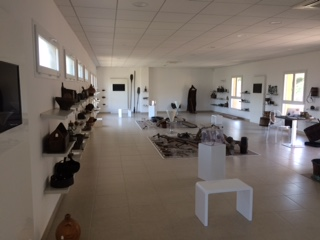
120 m d'exposition permanente consacrés aux pièces de la collection.

Sa précieuse collection, rassemblant 521 objets, est à découvrir à la Casa Francescu Flori.
Les pièces présentées - les plus anciennes datant de la fin du XVIIIe siècle - proviennent des savoir-faire artisanaux, des métiers d'antan. Elles ont trait à la vie domestique de la civilisation agro-pastorale insulaire et plus particulièrement à celle de la vallée du Niolo. Le visiteur découvrira, ainsi, le Niolo de l'époque paoline jusqu'à la Seconde Guerre mondiale. Le musée dispose, entre autres, du seul métier à tisser traditionnel répertorié en Corse.
Cet important ensemble a été collecté par François Flori (1911-1984), puis inventorié par une amoureuse de la région niulinca, docteur en ethnologie : Beate Kiehn.
Le musée est ouvert tous les jours, en juillet et en août, de 16 h à 19 h.

### La fiancée du Niolo
Dans ses Notes d'un voyage en Corse, Prosper Mérimée a joint quelques poésies populaires corses dont cette lamentation suivie d'une traduction avec notes de bas de page :
« Voceru di Niolu
Eju filava a mio' rocca 
Quandu hu intesu un gran rummore ;
Era un colpu di fucile
Chi m'intrunò'ndru cuore
Parse ch' unu mi dicissi :
- Cori, u to fratellu more ! 
Corsu'ndra cammara suprana
E spalancai-ju la porta.
- « Ho livato 'ndru cuore ! » 
Disse, ed eju cascai-ju morta. 
Se allora nun morsu anche eju
Una cosa mi cunforta :
Bogliu vestè li calzoni,
Bogliu cumprà la tarzzetta,
Pè mostrà a to camiscia,
Tandu, nimmu nun aspetta 
A tagliasi la so varba
Dopu fatta la vindetta.
A fane a to vindetta
Quel' voli chi ci sia?
Mammata vicinu à mori?
U a to surella Maria?
Si Lariu nun era mortu
Senza strage nun finia.
D'una razza cusì grande
Nun lasci che une surella
Senza cugini carnali
Povera, orfana, zitella. 
Ma per far a to vindetta,
Sta siguru, vaste anche ella ».
« Lamentation funèbre du Niolu
Je filais mon fuseau
Quand j'entendis un grand bruit;
C'était un coup de fusil
Qui me tonna dans le cœur;
Il me sembla que quelqu'un me dit:
-« Cours, ton frère meurt! »
Je courus dans la chambre, en haut,
Et je poussai précipitamment la porte.
-« Je suis frappé au cœur! »
Il dit, et je tombai (comme) morte.
De n'être pas morte alors, moi aussi,
C'est pour moi quelque consolation: (Je puis me venger.)
Je veux mettre des chausses (d'homme),
Je veux acheter un pistolet,
Pour montrer ta chemise (sanglante).
Aussi bien, personne n'attend
Pour se faire couper la barbe
Que la vengeance soit accomplie.
Pour te venger
Qui veux-tu que ce soit ?
Notre vieille mère, près de mourir?
Ou ta sœur Marie?
Si Lario n'était pas mort,
Sans carnage l'affaire ne finissait pas.
D'une race si grande
Tu ne laisses qu'une sœur,
Sans cousins-germains,
Pauvre, orpheline, sans mari…
Mais pour te venger,
Sois tranquille, elle suffit. »

### Randonnées
De nombreuses possibilités de randonnées et promenades sont offertes aux amoureux de la nature et de la montagne. Parmi celles-ci, les plus notables sont :

#### Sentier de la Transhumance
Ce sentier patrimonial longe le remarquable défilé de la Scala di Santa Regina, à l'entrée nord du Niolo, pour atteindre Corscia, Lozzi puis Pietra-Zitamboli. Il rallie Barghiana, dans le Filosorma, via les cols de Guagnarola et de Capronale.

#### Sentier de grande randonnée 20
Le GR 20 longe les limites occidentales du Niolo qui compte 3 étapes sur la partie nord de son itinéraire : Tighjettu, Ciòttulu à i Mori et col de Vergio.

#### Mare a mare Nord
Le sentier de grande randonnée Mare a mare Nord, venant de Corte, traverse le Niolo via Calacuccia et Albertacce, depuis le refuge de la Sega pour sortir au col de Vergio et continuer sur Évisa.

### Pêche

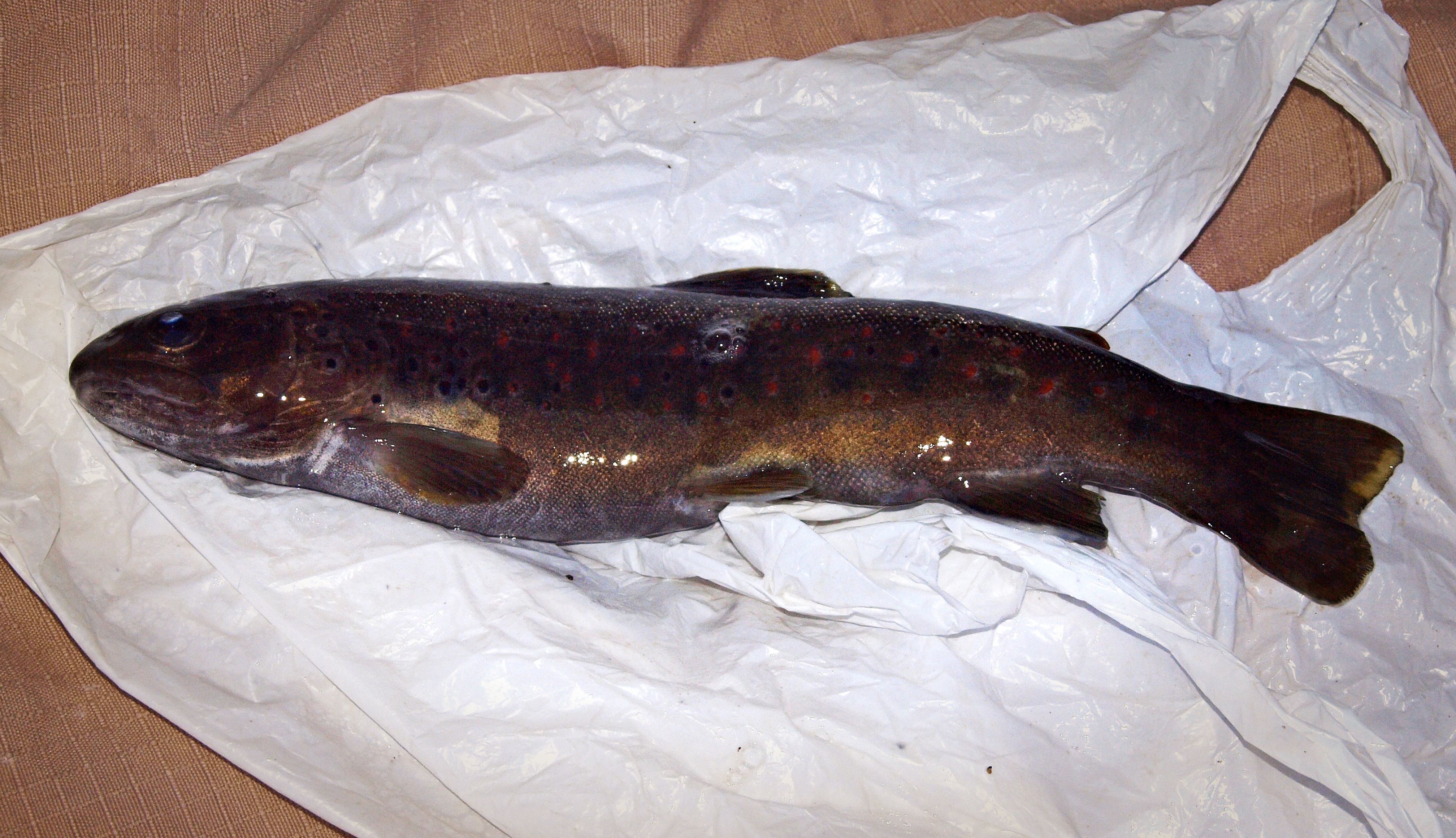
Truite macrostigma

L'association de pêche "AAPPMA A NIULINCA" forte de 150 membres, regroupe les cinq communes du canton et gère le milieu aquatique de cette région. De multiples possibilités sont offertes aux pêcheurs par le réseau hydrographique, le Golo et le lac de Calacuccia. Depuis le 11 mai 2010, cette association a son siège à la mairie d'Albertacce.

### Escalade
Un site d'escalade se trouve à Corscia, à l'entrée du Niolo. 

## Citations
« [...] en traversant la sauvage et aride vallée du Niolo, qu'on appelle là-bas la citadelle de la liberté, parce que, dans chaque invasion de l'île par les Génois, les Maures ou les Français, c'est en ce lieu inabordable que les partisans corses se sont toujours réfugiés sans qu'on ait jamais pu les en chasser ni les y dompter [...] » »
— Guy de Maupassant (1881)
« Cette population nomade s'élève à environ trois mille trois cents habitans, sur lesquels il n'y a pas trente artisans ou marchands ; le chant et la poésie sont familiers à ces rudes arcadiens de la Corse. L'hospitalité leur est sacrée : le berger, qui vous donne le lait de ses brebis et la chair de son chevreau, serait offensé si vous lui offriez de l'argent, et mépriserait le berger qu'il verrait en recevoir. »
— Antoine Claude Valery in Voyages en Corse, à l'île d'Elbe et en Sardaigne, 1837 - p. 122.